# Adrien Pierre Marie Haincque
Adrien Pierre Marie Haincque, seigneur de Faulques, Hardillon, Puygibault, la Milletière, la Cailletière et Saint-Senoch, né le 27 novembre 1749 à Loches, mort le 20 février 1825 à Tours, est un magistrat et homme politique français.

## Biographie

### Famille
Adrien Pierre Marie Haincque est le fils de Pierre Haincque, écuyer, seigneur de Puygibault, conseiller-secrétaire du roi, avocat au parlement, procureur du roi en la maîtrise des Eaux et Forêts, commissaire garde d'artillerie au château de Loches et maire de Loches de 1774 à 1780, et de Marthe-Françoise Cuisnier des Blinières. Beau-frère de Jean-Claude Dubois, il est le cousin d'Henri Jacques Goüin-Moisant, d'Alexandre-Pierre-François Goüin de La Grandière et de Claude Baudard de Saint-James.
Marié à Félicité Nolleau, fille d'un procureur en la maîtrise des Eaux et Forêts de Loches, il est le père d'Athanaïs Haincque, en religion sœur Saint-Athanase, fondatrice des Filles de Notre-Dame du Mont Carmel pour le service des vieillards et des malades et l'instruction chrétienne des enfants (devenues Sœurs de Saint-Martin de Bourgueil, qui fusionneront avec les Sœurs de la Providence de la Pommeraye),. Par son fils le magistrat Aquilas Haincque de Saint-Senoch, gendre d'Antoine Pierre Demours et propriétaire du château des Ternes, il est le grand-père du photographe Edgar Haincque de Saint-Senoch, d'Édouard Haincque de Saint-Senoch, avocat et conseiller référendaire à la Cour des comptes, héritier du château des Ternes et beau-père de Virginie Hériot, et d'Alexandre Guyard de Saint-Chéron.

### Carrière
Après avoir suivi ses études de droit, il est reçu avocat au parlement. Il est nommé conseiller du roi, président et lieutenant général du bailliage de Touraine au siège royal de Loches en 1776, fonctions qu'il assure jusqu'à leur suppression en 1790. Il devient maire de Loches en 1787.
Président de l'assemblée électorale de la noblesse de Touraine au palais royal de Loches en 1789, il est choisi avec sept autres membres pour rédiger le cahier de doléances de cet ordre.
Commissaire du roi près le Tribunal du district de Loches lors de sa création en 1790, il devient juge au tribunal de district de Tours et est incarcéré sous la Terreur.
Élu au Conseil des Anciens le 22 germinal an V, par le département d'Indre-et-Loire, il en est exclu pour royalisme après le coup d'État de fructidor. Louis Texier-Olivier, le jugeant trop modéré, avait déjà essayé sans succès de le faire suspendre de ses droits de citoyen actif. Accusé de présider une société contre-révolutionnaire, il reste fidèle au clergé réfractaire.
Au décès de son cousin Alexandre Bernard Haincque de Saint-Senoch (1722-1798), ancien fermier général des poudres et salpêtres, le château de Saint-Sénoch passe à la sœur de celui-ci, Jeanne-Angélique (mère d'Élisabeth Guénard), qui le revend alors à Adrien Pierre Marie Haincque.
Il est nommé répartiteur des contributions directes à Loches en 1813, puis procureur du roi près le tribunal civil et criminel de Tours en 1815, dont il devient président honoraire.
Secrétaire du bureau du collège électoral départemental à partir de 1816, conseiller d'arrondissement de Loches, il est membre du conseil général d'Indre-et-Loire de 1820 à 1825.